# Gérard Carrodano
Gérard Carrodano, né à La Ciotat en 1955, est un chasseur sous-marin français, gardien de la méditerrané et pêcheur d'animaux vivants pour fermes aquacoles et aquariums, toujours résident à La Ciotat.
Il a fondé l'association Aquapassion, dont le but est la promotion le milieu maritime en France.

## Palmarès
- Vice-champion du monde individuel en 1989 (à San Teodoro);
- Vice-champion du monde par équipes en 1989 (à San Teodoro);
- Vice-champion d'Europe individuel en 1988 (à Marsala);
- Vice-champion d'Europe par équipes en 1988 (à Marsala);
- Champion de France en 1985.